# Bernhard Eggers
Bernhard Eggers (* 10. Oktober 1882 in Bremen; † 27. Oktober 1937 in Osnabrück) war ein deutscher Politiker (NSDAP).
Eggers nahm als Offizier am Ersten Weltkrieg teil. Er arbeitete ab 1919 in der Steuerabteilung der Reichsfinanzverwaltung, war ab 1922 als Steueramtmann in Osnabrück tätig und wurde 1926 Leiter des Finanzamtes Blumenthal bei Bremen. Nachdem er zuvor der DNVP angehört hatte, trat er zum 1. Februar 1932 der NSDAP bei (Mitgliedsnummer 942.181) und als Spitzenkandidat der NSDAP bei der Gemeinderatswahl 1933 in Bremen an.
Er gelangte im März 1933 in das Amt des Regierungspräsidenten des Regierungsbezirks Osnabrück. Zuvor war der vorherige Regierungspräsident Adolf Sonnenschein (Zentrum) zwangsweise in den einstweiligen Ruhestand versetzt worden.
Unmittelbar nach seinem Antritt baute er das System der Konzentrationslager im Emsland mit auf.
Am 1. April entfernte er den Fürstenauer Bürgermeister Bernhard Haverkamp durch Beurlaubung aus dem Amt.
Als Bernhard Eggers im Oktober 1937 starb, inszenierte die NSDAP seine Beerdigung mit großem Aufwand. Das Amt des Osnabrücker Regierungspräsidenten übernahm Wilhelm Rodenberg. „Eggers war zweifellos ein fleißiger und dem NS-Staat treu ergebener Beamter.“

## Ehrungen
Nach Bernhard Eggers wurden im Nationalsozialismus folgende Objekte benannt:
- Sögel: Bernhard-Eggers-Schule[6]